# Recepis
Een recepis is een stortings- of ontvangstbewijs.
In de effectenhandel is het een voorlopig stuk dat soms bij een emissie van aandelen of obligaties (en dergelijke) wordt afgegeven als op de stortingsdatum de definitieve stukken nog niet beschikbaar zijn. Een recepis is bedoeld om te tijd te overbruggen tot de definitieve stukken beschikbaar komen.
Bij de emissie in 1964 van aandelen in het Volks Aandelen Trust ter (mede)financiering van het REM-eiland zijn recepissen uitgegeven die nooit door aandelen zijn vervangen.
In Nederland worden recepissen vermeld in art. 1 van de Wet op het financieel toezicht (definitie van effecten).

## Trivia
- In 1858 was de spelling récépisse.